# 张法俊
张法俊（英語：Fred Chang，1956/57年－）是一位出生于台湾的美国企业家。他是计算机硬件和软件电商新蛋的创始人、董事长兼首席执行官。他在富比士2014年全球亿万富翁榜单上首次亮相，并在2015年排名中排名第1741位。

## 早期生活
张法俊拥有中国文化大学的学位。

## 新蛋
在创立新蛋之前，张拥有ABS Computers，这是一家销售高端个人电脑和游戏系统的邮购公司，总部位于加利福尼亚州惠蒂尔。在这一经历的基础上，他于2001年创立了新蛋。它已成长为一家数十亿美元的公司，成为美国第二大在线零售商。如今2019年在Anthony Chow(現任CEO)的領導下，新蛋不僅在2021年5月正式於美國納斯達克上市，同時也將更拓展第三方賣家中心的運營。